# Mathew Cronshaw

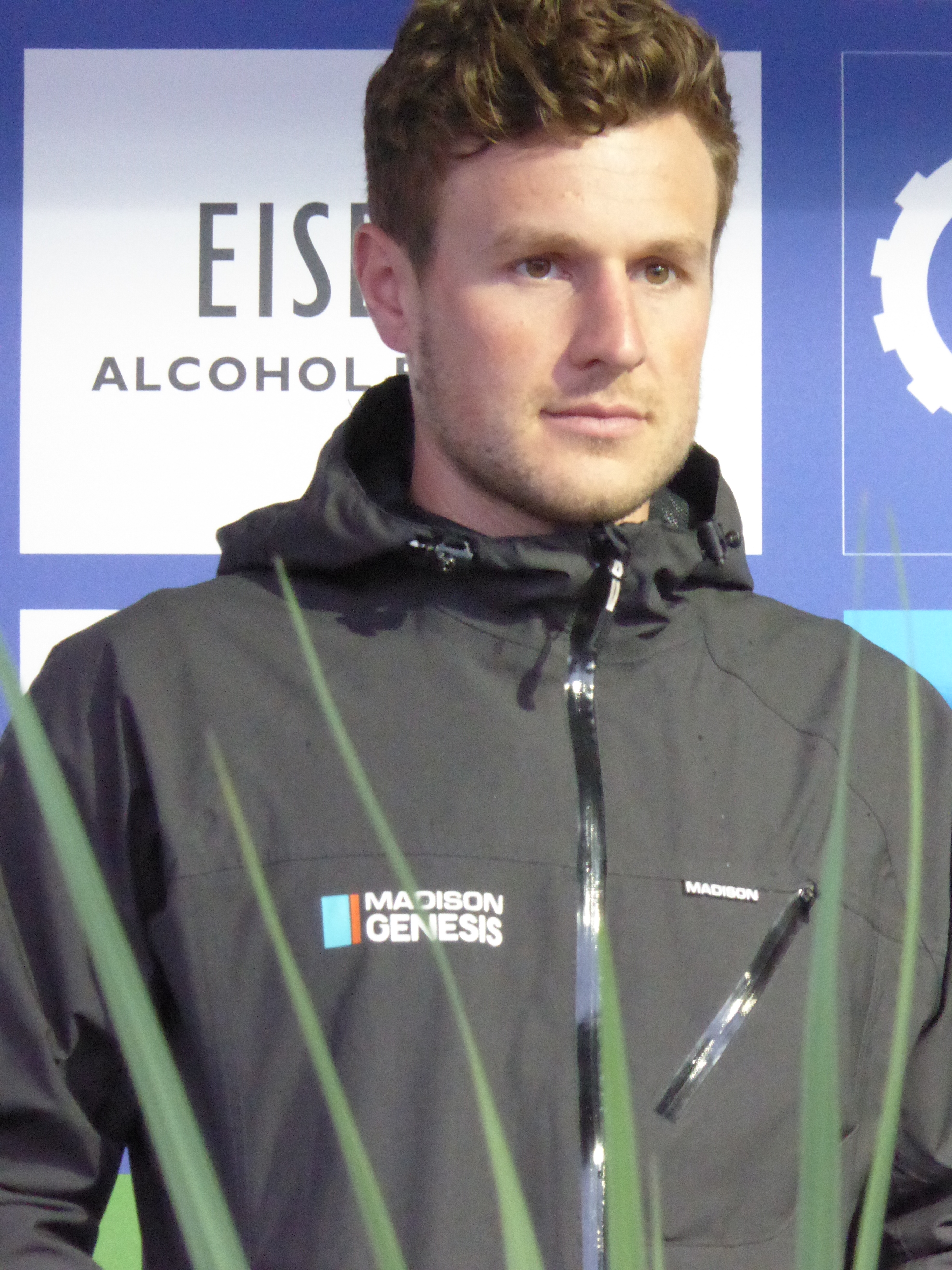
Mathew Cronshaw, 2016

Mathew Cronshaw (* 30. September 1988 in Carnforth) ist ein ehemaliger britischer Radrennfahrer.
Bei der 2009 Tour de Beauce in Kanada war Cronshaw auf dem zweiten Teilstück der vierten Etappe erfolgreich.

## Erfolge
2009
- eine Etappe Tour de Beauce

## Teams
- 2009 Rapha Condor
- 2010 Rapha Condor-Sharp
- 2011 Team Raleigh
- 2012 Node 4-Giordana Racing
- 2013 Team IG-Sigma Sport
- 2014 Giordana Racing Team
- 2015 Madison Genesis
- 2016 Madison Genesis
- 2017 Madison Genesis

## Sonstiges
Nach Ende seiner Sportlerkarriere begann Cronshaw zu töpfern und nahm 2020 an der 3. Staffel der Channel 4 Show The Great Pottery Thrown Down teil.